# 比尔恩扎兰
比尔恩扎兰是西撒哈拉一城镇，由摩洛哥達赫拉-黃金谷地大區的黄金谷地省管辖。根据摩洛哥2004年的统计数据，比尔恩扎兰共有262户，6597人。